# Yo Soy 132

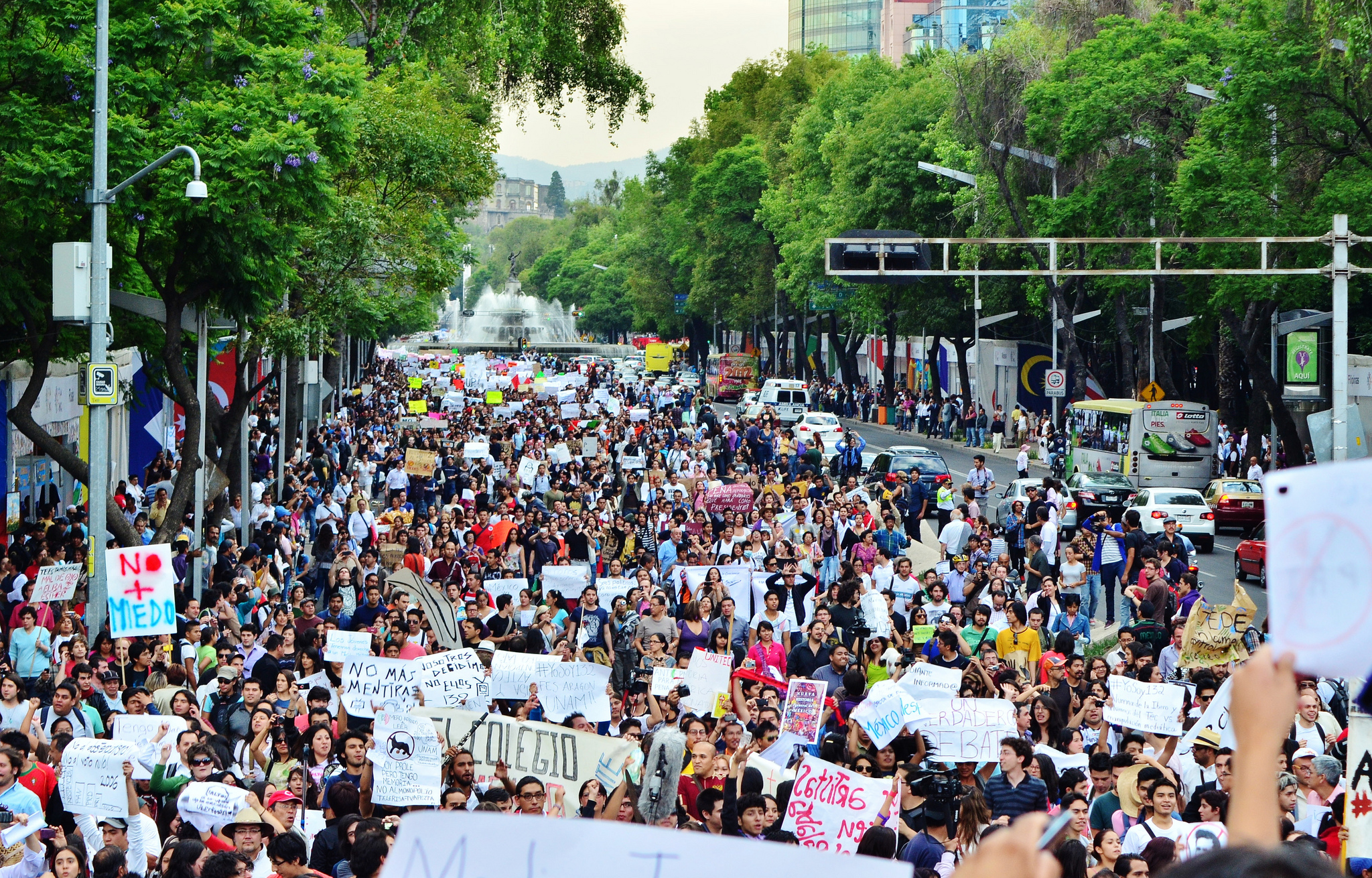
Protestní pochod hnutí Yo Soy 132 v Mexiko City, 19. 5. 2012

Yo Soy 132 (Já jsem číslo 132) je mexické studentské hnutí, které protestuje proti politickým praktikám vládnoucí Institucionální revoluční strany i prezidenta Enrique Peña Nieta. Cílem hnutí je větší demokratizaci země a nezávislost médií, která podle něj v prezidentských volbách roku 2012 výrazně stranila právě Nietovi.

## Název hnutí
Když byl Nieto v roce 2006 guvernérem státu México, odehrál se v obci Atenco protest pouličních prodejců, kteří odmítali zákaz prodeje svého zboží. Nieto na místo vyslal policisty, kteří však dva vesničany a desítku žen znásilnili. Ačkoli pak násilí odsoudil, zároveň uvedl, že drsný zásah zamezil tomu, aby nepokoje rozrostly do větších rozměrů. Při jedné z diskusí, které Nieto absolvoval před prezidentskými volbami v roce 2012, začali studenti soukromé univerzity s odkazem na tuto událost skandovat „vrah, vrah“. Nieto tvrdil, že incident mají na svědomí placení provokatéři z ulice. V reakci na to 131 studentů zveřejnilo své indexy, aby jeho slova vyvrátili.
Na sociálních sítích se k nim pak pod heslem Yo soy 132 (Já jsem číslo 132) začali připojovat další studenti a podporovatelé.

## Činnost
Hnutí organizuje protestní pochody, pouliční akce a koncerty. Kromě metropole Ciudad de México se uskutečnily v řadě dalších mexických měst. Skupiny studentů, které hnutí podporují, se zformovaly v dalších velkých městech i na jiných kontinentech, např. v Mnichově, Madridu, Vídni, Melbourne nebo Calgary a New Yorku.